# Donald Maclean
Pour les articles homonymes, voir Donald Maclean (homme politique) et Maclean.
Donald Maclean, né le 25 mai 1913 à Marylebone (Londres) et mort le 6 mars 1983 à Moscou, est un diplomate britannique qui était aussi agent des services soviétiques (NKVD puis KGB) à partir des années 1930.

## Biographie
Donald Maclean est le fils de Donald Maclean, député du Parti libéral, qui est ministre de l'Education en 1931.
Il étudie les langues étrangères au Trinity Hall de l'université de Cambridge. Il appartient au comité marxiste de l'université depuis 1931. Ce petit groupe est très officiellement affilié au Parti communiste de Grande-Bretagne. En 1934, son camarade d'études Kim Philby le persuade de transmettre des informations aux services de renseignement soviétiques.
Faisant partie des cinq de Cambridge, il a pour noms de code « Hermès », « la Feuille », « Orphelin », « Stuart » ou encore « Homer ». 
Il entre au Foreign Office en octobre 1935. En 1938 il est affecté à l'ambassade du Royaume-Uni en France. En mai ou juin 1940, alors qu'il est toujours en poste à Paris pendant la débâcle, il épouse une Américaine, Melinda Marling.
Au printemps 1944, la carrière de Maclean connaît un tournant décisif puisque le Foreign Office l'envoie à l'ambassade britannique à Washington DC occuper un poste de premier secrétaire. Il est nommé en février 1947 au poste de cosecrétaire du comité politique mixte qui coordonne la politique nucléaire (civile et militaire) anglo-américano-canadienne.
L'URSS disposant d'agents à l'intérieur du projet Venona, par lequel il est démasqué, il est exfiltré avant son arrestation en compagnie de Guy Burgess.
À Moscou, les Soviétiques gardent secrète la défection des deux espions, avant de la reconnaître en 1956. Installé dans un premier temps en province, hors de portée des Occidentaux, Maclean revient ensuite à Moscou où il devient un expert des affaires britanniques.

## Chronologie
(octobre 2013).
- 1926–1931 : éducation à Gresham's School.
- 1931 : entre au Trinity Hall de l'université de Cambridge et fait la connaissance de Guy Burgess, Anthony Blunt et de Kim Philby.
- 1935 : entre au Foreign Office, officier traitant Theodore Maly (NKVD).
- 1938 : travaille à l'ambassade de Grande-Bretagne à Paris.
- 1941 : deuxième secrétaire au Foreign Office.
- mars 1944 nommé à Washington 1er secrétaire de l'ambassade.
- 1948 : nouvel officier traitant Anatoli Gorski (KGB).
- 1948 : envoyé à l'ambassade en Égypte.
- 1950 : directeur du département Amérique.
- mai 1951 : exfiltré avec Guy Burgess vers l'Union soviétique.
- 1953 : rejoint par sa femme Melinda.
- 1966 : sa femme Melinda le quitte pour Kim Philby. Ce dernier la quitte à son tour pour épouser une Russe, Roufina Poulhova, en 1971 ; Melinda Maclean rentre aux États-Unis avec ses enfants.
- 1983 : mort à Moscou.

## Filmographie
- Another Country : Histoire d'une trahison (1984)